# Lista över rollfigurer i Ace Attorney
Ace Attorney är en serie spel publicerade av Capcom, som sätter spelaren i rollen av en försvarsadvokat i en fiktiv domstol. Serien inkluderar Phoenix Wright: Ace Attorney, Phoenix Wright: Ace Attorney: Justice for All, Phoenix Wright: Ace Attorney: Trials and Tribulations, Apollo Justice: Ace Attorney och Phoenix Wright: Ace Attorney: Dual Destinies, samt spin-offspelen Ace Attorney Investigations: Miles Edgeworth och Gyakuten Kenji 2, varav det sistnämnda inte har blivit översatt till engelska.

## Huvudpersoner

### Phoenix Wright
Phoenix Wright (成歩堂 龍一 Naruhodō Ryūichi) (f. 1992) är en försvarsadvokat och huvudperson i alla spel i huvudserien utom Apollo Justice: Ace Attorney, där han istället är en viktig bifigur. Han blev anklagad för att ha stulit lunchpengar från sin skolkamrat när han var liten; trots hans nekande var hela hans klass och läraren övertygade om hans skuld. De enda som försvarade honom var Miles Edgeworth, den bestulne pojken, och skolans bråkstake Larry Butz. Efteråt blev de tre pojkarna vänner, tills Edgeworth försvann.
Wright studerade konst på college och juridik vid sidan av, men efter att ha stått inför rätta för mord (där han försvarades av Mia Fey) bestämde han sig för att bli advokat på heltid. När han tog sin examen gick han med i Mia Feys firma Fey & Co. Law Offices, som han sedan tog över och döpte om till Wright & Co. Law Offices efter att Mia blev mördad.
Han var verksam som försvarsadvokat i tre år innan han blev utesluten ur advokatsamfundet då han omedvetet hade framlagt förfalskat bevis. Han beskrev den närmaste tiden som en mörk tid i hans liv, vari den enda ljuspunkten var hans adoptivdotter Trucy, som han tog sig an efter att hans klient hade försvunnit spårlöst. Under de närmaste sju åren försörjde han sig som pokerspelare och (en ökänt inkompetent) restaurangpianist, men arbetade ändå med juridik bakom kulisserna. Sju år efter sitt uteslutande ur advokatsamfundet anställde han nybörjaradvokaten Apollo Justice, som hade försvarat honom mot en mordanklagelse, och med Justices hjälp rentvådde han sitt namn. Han är numera en advokat på nytt.
Wright klär sig oftast i blå kostym med vit skjorta och röd slips. Han är stolt över sitt taggiga hår, som han hävdar är naturligt. Wrights taktik i domstolen är oftast att bluffa hejvilt och gissa sig till sanningen. När han var utesluten ur advokatsamfundet bar han en grå tröja, blå mössa, svarta mjukbyxor och sandaler. Wright har också en "magatama", en sorts smycke, som han fått låna av Maya Fey och som han kan använda till att se folks hemligheter i form av "Psyche-Locks".

### Miles Edgeworth
Miles Edgeworth (御剣 怜侍 Mitsurugi Reiji) (f. 1992), barndomsvän till Phoenix Wright, är en åklagare som spelar en viktig roll i serien ända sedan han dök upp för första gången i Phoenix Wright: Ace Attorney. När han var liten var hans största dröm att bli försvarsadvokat precis som hans far, Gregory Edgeworth. Men när Miles bevittnade sin fars död och hur den misstänkte mördaren gick fri (ett fall som senare skulle kallas för DL-6) valde han att istället bli åklagare för att kunna fälla alla brottslingar, som han nu hatade. Han gick i lära hos Manfred von Karma och lärde sig taktiker för att alltid vinna ett fall. Hans första fall, då han skulle vara ställföreträdande åklagare då ordinarie åklagaren Byrne Faraday hade anklagats för medhjälp till mord, ställdes in då Faraday och den tilltalade Mack Rell troddes ha mördat varandra, och hans andra fall slutade inte bättre då den tilltalade begick självmord under sitt vittnesmål. Förutom dessa två fall förlorade han inte ett enda fall under sina första år som åklagare, innan han mötte Phoenix Wright och för första gången förlorade ett fall. Ett av Edgeworths tidigare mål var SL-9, där han omedvetet fällde den tilltalade baserat på förfalskade bevis som ordnats av Lana Skye och polischef Damon Gant.  
När Edgeworth själv stod åtalad för mord försvarade Wright honom mot hans tidigare mentor von Karma, vilket ledde till att Edgeworth började ändra sitt tänkesätt. Från att ha gått in för att vinna för sin egen skull insåg Edgeworth att åklagare och advokater måste samarbeta för att nå fram till sanningen. Sedan dess har han blivit öppet mer vänskaplig mot dem han bryr sig om, så till den grad att han ställde sig som försvarsadvokat en gång när Wright låg sjuk.
När Apollo Justice: Ace Attorney utspelar sig har Edgeworth blivit utnämnd till chefsåklagare, något som avslöjas i Dual Destinies.
Edgeworth är huvudpersonen i Ace Attorney Investigations-serien, där han samarbetar med olika figurer, i huvudsak Franziska von Karma, Dick Gumshoe och Kay Faraday, för att finna sanningen i olika mordfall som omständigheterna tvingar in honom i.
Edgeworth klär sig i vinröd kostym med svart väst, vit skjorta och kravatt. När han var yngre hade han på sig en pråligare kavaj liknande den hans mentor brukade ha. Som chefsåklagare bär han glasögon.

### Familjen Fey
Klanen Fey (綾里家 Ayasato-ke) är en släkt som bor och verkar i Kurain Village. De är kända för att kunna frammana de dödas andar och låta dem ta deras kroppar i besittning. Klanen är indelad i två familjer, huvudfamiljen (bestående av Misty, Mia och Maya Fey) och sidofamiljen (bestående av Morgan, Iris, Dahlia och Pearl Fey).

#### Mia Fey
Mia Fey (綾里 千尋 Ayasato Chihiro) (f. 1989, d. 2016) var den äldsta dottern till Misty Fey. Honvalde att bli försvarsadvokat efter att hennes mor försvann på grund av DL-6. Dessutom valde hon att överge familjepolitiken så att hon inte skulle bli tvungen att konkurrera med sin lillasyster om titeln som klanöverhuvud.
Mia började sin karriär under Marvin Grossberg. Hennes första rättegång slutade i tragedi, då den tilltalade begick självmord under sitt vittnesmål; detta var så traumatiskt för henne att det dröjde ett år innan hon gick tillbaka till domstolen igen, då för att försvara Phoenix Wright. Senare grundade hon sin egen juristbyrå och anställde Wright. Hon handledde honom genom hans första rättegång.
Mia dog 2016, mördad av informationsmagnaten Redd White som hon hade samlat upplysningar om. Men även efter sin död har hon, genom att frammanas av Maya eller Pearl, kunnat hjälpa Wright med hans svårare fall.
Mia brukade bära en svart kavaj och kjol med en beige scarf. Hon är spelbar i två fall i Trials and Tribulations.

#### Maya Fey
Maya Fey (綾里 真宵 Ayasato Mayoi) (f. 1999) är ett andemedium under utbildning och yngsta barnet till Misty Fey. När Mayas syster Mia blev mördad blev Maya ditsatt för dådet, men Phoenix Wright lyckades rentvå henne. Under de första tre spelen i serien arbetade Maya som Wrights partner. Efter att Misty Fey blev mördad i slutet av Trials and Tribulations blev Maya klanöverhuvud för Fey-klanen och har sedan dess inte direkt medverkat i spelen, men hon håller kontakten med Wright ändå.
Maya har haft ganska stor otur under seriens gång; hon har stått anklagad för mord två gånger (en gång i Phoenix Wright: Ace Attorney och en gång i Justice for All), blivit kidnappad en gång (i slutet av Justice for All), och blivit strandsatt utom räckhåll för räddning (i slutet av Trials and Tribulations). 
Maya är en väldigt egen person; hon följer nästan religiöst olika tecknade serier, i synnerhet Steel Samurai-serien, hoppar nästan omedelbart till långsökta och komiska slutsatser och har en omättlig aptit på hamburgare (i den japanska versionen är det nudlar). Med ett kort undantag har hon alltid på sig samma religiösa dräkt, något som ofta anmärks på.

#### Pearl Fey
Pearl Fey (綾里 春美 Ayasato Harumi) (f. 2009) är yngsta dottern till Morgan Fey och därför kusin till Mia och Maya. Hon har en särskild fallenhet för att frammana de dödas andar och fostras därför omedvetet av sin mamma till att ta över platsen som Fey-klanens familjeöverhuvud. Eftersom Kurains kultur kretsar runt kvinnorna sätts männen åt sidan, vilket leder till att Pearl har vuxit upp bland olyckliga äktenskap. Därför är hon väldigt benägen att tro att Wright och Maya har ett romantiskt förhållande och blir väldigt arg på Wright om han gör något som hon tror kan göra Maya upprörd; hon går till och med så långt som att ge honom örfilar.
Pearl dyker upp på nytt i Dual Destinies.

### Apollo Justice
Apollo Justice (王泥喜 法介 Odoroki Hōsuke) (f. 2004) är huvudperson i Apollo Justice: Ace Attorney och en av huvudpersonerna i Dual Destinies. Justice inledde sin karriär som försvarsadvokat under handledning av Kristoph Gavin, och hans första rättegång handlade om en mordanklagelse mot Phoenix Wright. Denna rättegång kulminerade i att Gavin blev anhållen och Justice blev arbetslös. Senare fick han anställning hos Wright som försvarsadvokat, och hjälpte honom att återfå sitt goda namn.
I Dual Destinies blir Justices barndomsvän Clay Terran mördad och Justice försvarar den misstänkte mördaren, Solomon Starbuck, till en början, men rättssalen utsätts för ett bombattentat och Justice blir för skadad för att kunna fortsätta försvara Starbuck, vilket leder till att Wright tar över. Senare lämnar han firman ett kort tag för att undersöka mordet på egen hand. Under den här tiden har han på sig Terrans jacka och har armarna och sitt högra öga ombundna.
Justice klär sig i röd väst och byxor, vit skjorta och blå slips. Han har sin handledares smak för ovanliga frisyrer, men han medger att han använder hårgelé. Dessutom har han en väldigt högljudd röst som han tränar varje dag och är väldigt stolt över, men som han ofta förebrås för. Till skillnad från Wright föredrar Justice att förlita sig på fakta och argument i domstolen. Han är också halvbror till Wrights adoptivdotter Trucy, men ingen av dem är medveten om det.
Justice har även en ovanlig förmåga; med hjälp av sitt armband kan han känna av när vittnen är nervösa över sina vittnesmål och fokusera på dem, identifiera deras nervösa vanor och fatta slutsatser därefter.

### Trucy Wright
Trucy Wright (成歩堂 みぬき Naruhodō Minuki) (f. 2011), född Trucy Enigmar, är dotter till Thalassa och Zak Gramarye, men är sedan 2019 adoptivdotter till Phoenix Wright efter att hennes pappa försvann under hans rättegång. Trots sin ringa ålder är hon en skicklig magiker (och upphovsrättsinnehavare av sin morfar, den legendariske magikern Magnifi Gramaryes trick) och hennes föreställningar var familjens huvudsakliga inkomstkälla tills Apollo Justice kom in i firman. Under tiden då Justice var ensam advokat på firman följde hon med honom under utredningar och i domstolen.
Trucy har två favorittrick, av vilka det främsta är Mr. Hat, en stor trädocka som hon alltid döljer någonstans på kroppen och som har på sig hennes hatt. Det andra är hennes "magiska trosor", ur vilka hon kan dra fram alla möjliga föremål.
Trucy är halvsyster till Apollo Justice, men det vet ingen av dem om.

### Athena Cykes
Athena Cykes (希月 心音 Kizuki Kokone) (f. 2009) är det senaste tillskottet till Phoenix Wrights firma och en av huvudpersonerna i Dual Destinies. Hon är en försvarsadvokat som specialiserar sig på analytisk psykologi. Hon har ett ovanligt välutvecklat hörselsinne som gör att hon kan uppfatta känslorna bakom en persons tonläge, vilket hon sedan kan utnyttja i domstolen genom att utpeka känslor som går emot vad ett vittne säger. Detta gör hon med hjälp av ett program som kallas för Mood Matrix, som hon kör i sin lilla persondator Widget (モニ太 Monita?), som tar formen av ett halsband. Widget har också en vana att säga vad Athena egentligen tänker, till hennes förtret.
Athena klär sig i en gul kort kavaj och kjol, vit skjorta och blå slips. På grund av hennes traumatiska barndom och bristande erfarenhet av rättsfall har hon en tendens att få blackouts i domstolen. Trots detta är hon en väldigt entusiastisk och energisk kvinna. Hon har också en tendens att vara väldigt tävlingsinriktad och har en vana att väva in fraser på främmande språk i sitt dagliga tal (främst tyska, franska och spanska).

## Återkommande figurer

### Domaren
Med några få undantag har alla rättsfall i spelet skötts av samma domare (裁判長 Saibanchō), en äldre, skallig man med grått skägg vars namn aldrig har avslöjats (Phoenix Wright tar emot hans visitkort i Justice for All, men kan komiskt nog inte läsa signaturen). Domaren verkar vara ganska räddhågsen av sig; i händelse av en hotande närvaro glömmer han helt bort att det är han som har högsta positionen i domstolen, och han låter därför ofta omedvetet åklagarna bestämma, till försvarsadvokaternas förtret. Ofta måste åklagaren eller försvaret förklara fakta för honom innan han förstår vad som händer. Domaren är också komiskt omedveten om teknologiska framsteg; Apollo Justice har varit tvungen att förklara omöjligt enkla koncept för honom, som datorer och nagellack. Med allt detta sagt visar domaren emellanåt upp tecken på djup visdom, och det sägs att han ännu inte har kommit fram till fel domslut.
Domaren dök upp som vittne i fjärde fallet i Ace Attorney Investigations.
Domaren har en fru och två barnbarn. Han har också en yngre bror som också är domare.

### Winston Payne
Winston Payne (亜内 武文 Auchi Takefumi) (f. 1964) är den förste åklagaren spelaren möter i de första fyra spelen i serien. Han är ganska självgod och tycker om att driva med yngre försvarsadvokater, särskilt nybörjare, vilket har gett honom smeknamnet "Rookie Killer". Payne brukar inledningsvis ha ett gediget fall mot den tilltalade, men när försvaret börjar finna hål i det tappar han självförtroendet väldigt fort. I sina yngre dagar hade han en pompadourfrisyr som han var väldigt stolt över, men när han förlorade mot Mia Fey tappade han så gott som allt sitt hår. När han mötte Apollo Justice hade han odlat ut håret på sidorna.
Payne har en fru och en dotter, men de nämns endast flyktigt och man får inte veta något om dem. Winstons yngre bror Gaspen Payne är också åklagare. 

### Dick Gumshoe
Dick Gumshoe (糸鋸 圭介 Itonokogiri Keisuke) (f. 1986) är en polis anställd på mordroteln. Under Wrights första tre år som advokat var Gumshoe den som ledde utredningarna, och han brukade därför vara första vittnet i domstolen. Gumshoe brukar ofta inte framställa sig som särskilt intelligent eller kompetent; han har en tendens att fatta långsökta slutsatser och missar ofta viktiga bevis, men han älskar sitt jobb och har vid ett par tillfällen visat upp mod och större kompetens än han brukar. Gumshoe har ett nära samarbete med Miles Edgeworth, ofta till den sistnämndes förtret. Dessutom är han en av de få karaktärerna i serien som har ett bekräftat romantiskt intresse; han har (uppenbart besvarade) känslor för sin före detta kollega Maggey Byrde.
Gumshoe är en av huvudpersonerna i Ace Attorney Investigations-serien.
Ett stående skämt i serien är Gumshoes lön; på grund av hans inkompetens får han nästan hela tiden löneavdrag, och till följd av detta lever han nästan uteslutande på snabbnudlar.

### Larry Butz
Larry Butz (矢張 政志 Yahari Masashi) (f. 1993) är barndomsvän till Phoenix Wright och Miles Edgeworth, och Wrights första klient. Butz är en ganska känslostark individ som ofta skriker och låter sin fantasi skena. Ett stående skämt i serien är hans flickvänner, som så gott som alltid är modeller och lämnar honom för andra män. Dessutom gör han närmanden på så gott som alla kvinnor han möter, oavsett deras intresse för honom eller relationsstatus. Eftersom han alltid ställde till problem i skolan brukade hans skolkamrater säga "When something smells, it's usually the Butz" om honom. Han har haft flera olika jobb under seriens gång, som korvförsäljare, säkerhetsvakt, målare, och skådespelare.

### Marvin Grossberg
Marvin Grossberg (星影 宇宙ノ介 Hoshikage Soranosuke) (f. 1952) är en försvarsadvokat. Han utmärker sig för sin korpulenta kroppshydda och sin vana att högljutt harkla sig för att tillkalla uppmärksamhet. Han har en tendens att tala nostalgiskt om sitt förflutna och beklaga sig över sina hemorrojder. Han var Mia Feys första arbetsgivare och assisterade henne i domstolen när hon försvarade Phoenix Wright. Han var också den som gjorde att Misty Fey försvann genom att ge upplysningar om henne till Redd White.

### Ema Skye
Ema Skye (宝月 茜 Hōzuki Akane) (f. 2001) är en ung kvinna som drömmer om att bli rättstekniker. Hon dyker upp första gången som sextonåring i Phoenix Wright: Ace Attorney, där hon övertalar Phoenix Wright att försvara hennes äldre syster och förmyndare Lana, som är chefsåklagare och dömd för mordet på polisen Bruce Goodman. Ema lär Wright att använda olika typer av vetenskapliga brottsplatsutredningsmetoder, som luminol och att ta fingeravtryck, och följer med honom som stöd i domstolen. I mångt och mycket är hennes roll lik Maya Feys.
Under fallets gång framkommer det att Ema var vittne i ett fall som kallades för SL-9 och inträffade två år tidigare, som visade sig ha kopplingar till Lanas fall. Efter att fallet löstes åkte Ema till Europa för att bo hos släktingar medan hon studerade till rättstekniker.
Ema gör ett nytt uppdykande i Apollo Justice: Ace Attorney i en roll som motsvarar Dick Gumshoes från tidigare spel. Här visar det sig att hon inte klarade av sitt slutprov, utan fick nöja sig med ett vanligt polisjobb, något som hon finner väldigt tråkigt. Hon är nu ganska lynnig i jämförelse med sitt mer sprudlande yngre jag, och behandlar till att börja med Apollo Justice och Trucy Wright med viss kyla, men börjar tycka bättre om dem när de behöver hennes expertis inom vetenskaplig brottsplatsutredning. Hon står ofta och äter "Snackoos" på jobbet, och kastar dem på folk när hon blir irriterad, vilket är ganska ofta.
Från början skulle Ema ha varit huvudperson i Ace Attorney Investigations, men utvecklarna valde att låta Miles Edgeworth ta den rollen eftersom han var en mer populär karaktär. Ema dyker dock upp i en biroll.

### Manfred von Karma
Manfred von Karma (狩魔 豪 Karuma Gō) (f. 1951, d. 2016-2017) var en åklagare som under sina fyrtio år som åklagare inte hade förlorat en enda rättegång, innan han slutligen mötte sin like i Phoenix Wright. Han var Miles Edgeworths handledare och adoptivfar efter att Miles biologiske far, Gregory Edgeworth, blev mördad. Han hade också två döttrar, varav den ena, Franziska von Karma, också är åklagare.
Von Karma var en man som var besatt av perfektion. Innan förlusten mot Wright hade von Karma bara en fläck i sitt register; den hade tillkommit när Gregory Edgeworth hade funnit att von Karma hade förfalskat bevis. Detta slutade med att von Karma mördade en medvetslös Gregory i en hiss och uppfostrade Miles till att bli åklagare, för att senare kunna hämnas på honom genom att låta honom ta skulden både för mordet på Gregory och det senare mordet på Robert Hammond (Miles hade kastat en pistol som avlossats och träffat von Karma i axeln; samma pistol användes av von Karma för att mörda Gregory).
Efter att von Karma blev funnen skyldig för mordet på Gregory dyker han inte upp mer i huvudserien; vad som hände honom sägs aldrig direkt, men det går att slutleda att han är död och därför troligtvis avrättades för sina brott.
Von Karma är en bild av rättslig korruption. Medan hans lärling Miles hade vissa skrupler saknade von Karma fullkomligt dessa; han förfalskade bevis, manipulerade vittnen, godkände sina egna invändningar, och vid ett tillfälle överföll han till och med Phoenix Wright och Maya Fey med en elpistol för att ta ifrån dem bevis som kunde användas mot honom i domstolen.

### Franziska von Karma
Franziska von Karma (狩魔 冥 Karuma Mei) (f. 1999) är dotter till Manfred von Karma och adoptivsyster till Miles Edgeworth. Hon ansågs i sitt hemland Tyskland vara ett underbarn bland åklagare; hon tog sin examen vid tretton års ålder och hade inte förlorat ett enda fall under sina första fem år. Hon är den huvudsakliga rivalen i Justice for All och möter även spelaren i Trials and Tribulations när Edgeworth agerar försvarsadvokat.
När Miles Edgeworth lämnade Amerika för att reflektera över sitt yrke tog Franziska hans plats vid åklagarbänken. Hennes syfte var att besegra Phoenix Wright, som hade besegrat både Manfred och Edgeworth, för att bevisa sitt värde för dem. Hon förlorade dock båda sina rättegångar mot honom. Efter att Edgeworth kom tillbaka till Amerika var Franziska något mer respektfull mot Wright, och hjälpte honom till och med att utreda ett fall i Trials and Tribulations; hon hävdar att hon fortfarande vill besegra Wright, men nu är det för hennes egen skull snarare än för sin fars skull.
Franziska är en av huvudpersonerna i Ace Attorney Investigations-serien, där hon samarbetar med Interpol för att uppdaga en smugglingsring och ofta följer med Miles Edgeworth på dennes utredningar.
Franziska är känd för att ha med sig en piska var hon än går (när hon var yngre var det ett ridspö) och använder den flitigt mot Wright, domaren och vittnena. När hon förlorade första gången piskade hon till och med Wright medvetslös. Hon tilltalar också folk med deras fullständiga namn, och missbrukar ordet "fool" flitigt i sitt dagliga tal ("I grow tired of the foolish foolery of the foolish fools of this foolish country"). Hon är arrogant, men också medveten om sina brister; hon kände stor press på sig att leva upp till sin fars rykte.

### Wendy Oldbag
Wendy Oldbag (大場 カオル Ōba Kaoru) är en äldre kvinna som har en återkommande roll som vittne. Hon är en ganska retlig individ som pratar mycket, fort och länge om allt som är fel med dagens ungdom och hur allt var bättre förr, och kallar alla som irriterar henne för "whippersnapper". Trots sin ålder är hon aktiv som säkerhetsvakt. Hon verkar också ha en förkärlek för yngre män, i synnerhet Miles Edgeworth, till dennes eviga förtret.

### Will Powers
Will Powers (荷星 三郎 Niboshi Saburō) (f. 1993) är en skådespelare som arbetar för Global Studios och har huvudrollen i "Steel Samurai", ett populärt barnprogram, som dock ställdes in efter att en skådespelare blev mördad. Trots sitt inte särskilt tilltalande yttre är han en timid och vänlig man som tycker om att arbeta med barn, fast han spelar bara maskerade roller för att inte skrämma dem. Han har också dykt upp som vittne i sista fallet i Justice for All.

### Lotta Hart
Lotta Hart (大沢木 ナツミ Ōsawagi Natsumi) (f. 1994) är en frilansande fotograf vars vägar har korsat Wrights vid ett par tillfällen. Hon utmärker sig mer för sitt stora burriga hår och sin grova dialekt från den amerikanska södern (som hon missbrukar något groteskt till alla andras förtret) än för kvaliteten på sina foton, men i de fallen hon dyker upp är det hon som kommer med de fotografiska bevisen och vittnar om dem.

### Misty Fey
Misty Fey (綾里 舞子 Ayasato Maiko) (f. 1970, d. 2019) var mamma till Mia och Maya Fey och Fey-klanens överhuvud. Hon försvann efter att ha ombetts att hjälpa till i DL-6, men höll sig uppdaterad om sina döttrars liv. Någon gång under den här tiden bytte hon identitet till "Elise Deauxnim" och skrev barnböcker. Hon dog i sista fallet i Trials and Tribulations för att rädda Maya från hennes syster Morgan.

### Morgan Fey
Morgan Fey (綾里 キミ子 Ayasato Kimiko) är Misty Feys äldre syster och överhuvud till Fey-klanens sidofamilj. Hon har tre döttrar, Dahlia, Iris och Pearl. Morgan visas inledningsvis upp som en vänlig kvinna med en förkärlek för att brygga extremt beskt grönt te och göra väldigt stora jordgubbsdesserter, men hon visar sig sedan smida ränker för att förgöra Fey-klanens huvudfamilj genom att döda Maya så att hennes dotter Pearl kan ta över som överhuvud.
Hennes första uppdykande i Justice for All resulterar i att hon får fängelsestraff i ensamcell som straff för medhjälp till mord. Hon dyker inte upp personligen i Trials and Tribulations, men visar sig ligga bakom en komplicerad komplott för att mörda Maya i sista fallet.

### Maggey Byrde
Maggey Byrde (須々木 マコ Suzuki Mako) (f. 1995) är en före detta polis som Wright mötte första gången när han försvarade henne mot en mordanklagelse; efteråt dök hon upp igen när hon på nytt stod anklagad för mord på en kund på den restaurang där hon nu jobbade som servitris. Byrde utmärker sig mest för sin extrema otur (så till den grad att hon kallas för "Goddess of Misfortune" och "Lady Luckless"). Trots åldersskillnaden på nio år verkar hon hysa ett besvarat romantiskt intresse för sin före detta kollega Dick Gumshoe.

### Adrian Andrews
Adrian Andrews (華宮 霧緒 Kamiya Kirio) (f. 1994) är en kvinna som arbetade som manager för filmstjärnor, men slutade efter att hennes dåvarande skyddsling förklarades skyldig för mord. Efter detta fick hon jobb på ett varuhus som evenemangsanordnare.
Adrian verkar lugn och samlad till det yttre, men lider av osjälvständig personlighetsstörning så till den grad att när hennes mentor begick självmord försökte hon själv också göra det, men misslyckades. Hon är också väldigt klumpig. Hennes namn i både den engelska och japanska versionen är särskilt designat för att vara androgynt, vilket spelar en viktig roll i hennes första uppdykande.

### Klavier Gavin
Klavier Gavin (牙琉 響也 Garyū Kyōya) (f. 2002) är en åklagare och den huvudsakliga rivalen i Apollo Justice: Ace Attorney. Han är Kristoph Gavins lillebror och särskiljer sig från de tidigare åklagarna genom att inte arbeta främst för att vinna utan för att finna sanningen. Dessutom är han väldigt artig och vänlig mot Apollo Justice när de träffas, till skillnad från de tidigare åklagarna som brukade behandla Phoenix Wright föraktfullt. Han brukar dock kalla Apollo för "Herr Forehead", vilket i huvudsak refererar till Apollos stora panna. Han studerade juridik i Tyskland och har därför för vana att använda tyska fraser i sitt dagliga tal.
Klavier har ett band, Gavinners, i vilket han är sångare och sologitarrist, som spelar en viktig roll i ett fall i Apollo Justice: Ace Attorney. Av denna anledning spelar han ofta luftgitarr i domstolen.
Klavier var åklagaren i det fall där Phoenix Wright blev utesluten ur advokatsamfundet. Han hade fått ett anonymt tips om att förfalskat bevis skulle förekomma.

## Phoenix Wright: Ace Attorney

### Gregory Edgeworth
Gregory Edgeworth (御剣 信 Mitsurugi Shin) (f. 1966, d. 2001) var försvarsadvokat och far till Miles Edgeworth. Han var välkänd för sin skicklighet och hans son såg upp till honom som en hjälte. Men efter att han hade förlorat ett fall mot Manfred von Karma blev han mördad i en hiss efter en jordbävning. Polisen åberopade Misty Fey för att frammana hans ande så att han kunde identifiera sin mördare, men den som senare åtalades för mordet var oskyldig, vilket ledde till en skandal. Hans fall, som kallades för DL-6, ligger indirekt bakom handlingen i Phoenix Wright: Ace Attorney.

### Redd White
Redd White (小中 大 Konaka Masaru) (f. 1977) är verkställande direktör för informationsföretaget Bluecorp, vilket är en fasad för den utpressningsverksamhet han egentligen sysslar med. Han har så mycket information om olika myndighetsfigurer att han kan utpressa i stort sett vem som helst för att få sin vilja genom. Det var han som mördade Mia Fey för att tysta henne, och han försökte sätta dit både Maya Fey och Phoenix Wright för dådet. Wright lyckades dock, med hjälp från andra sidan graven, pressa White att erkänna.

### April May
April May (松竹 梅世 Shōchiku Umeyo) (f. 1993) är Redd Whites sekreterare och medbrottsling. Hennes roll i planen var att "bevittna" det inträffade och därigenom fälla Maya. Hon hade placerat avlyssningsutrustning i Mias telefon för att White skulle kunna lyssna av den. April kännetecknas främst av sin kurviga figur, sin förmåga att förföra alla män i domstolen och sin korta stubin.

### Yanni Yogi
Yanni Yogi (灰根 高太郎 Haine Kōtarō) (f. 1964) var en av männen som befann sig i hissen när Gregory Edgeworth dog, och Gregorys misstänkte mördare. Hans försvarsadvokat Robert Hammond sade till honom att spela hjärnskadad för att undvika att bli förklarad skyldig; strategin fungerade, men hans fästmö Polly Jenkins begick självmord och han blev av med sitt jobb och sin sociala ställning. Femton år senare fick han instruktioner av Manfred von Karma att ta hämnd både på Hammond och Miles Edgeworth, som Yogi trodde var den skyldige i DL-6, genom att mörda Hammond och låta Miles ta skulden. Till slut erkände han sitt brott av egen fri vilja när hans identitet blev avslöjad av Phoenix Wright, som försvarade Miles.

### Damon Gant
Damon Gant (巌徒 海慈 Kaiji Ganto) (f. 1951) var polischef i staden och chefsåklagare Lana Skyes överordnade. När seriemördaren Joe Darke flydde från ett förhör under ett strömavbrott fann Gant honom medvetslös inne på sitt kontor, tillsammans med åklagaren Neil Marshall och Ema Skye; Gant såg sin chans att få Darke fälld och mördade Marshall efter att ha klippt ut en bit av hans väst med Emas fingeravtryck på. Han använde detta för att få Lana att tro att Ema hade mördat Neil, så att han kunde utpressa henne. Senare, när Neils bror Jake övertalade Bruce Goodman att prata med Gant om att öppna Joe Darkes fall igen, mördade Gant Goodman i panik och tvingade Lana att ta skulden. Men hennes försvarsadvokat Phoenix Wright, i samarbete med Miles Edgeworth som var åklagare för fallet, lyckades bevisa att Gant var den skyldige.

## Phoenix Wright: Ace Attorney: Justice For All

### Matt Engarde
Matt Engarde (王都楼真悟 Shingo Outorou) (f. 1996) är en skådespelare som var anställd vid Global Studios och hade huvudrollen i serien "Nickel Samurai". Han hade en ökänd rivalitet med huvudpersonen i "Jammin' Ninja", Juan Corrida; när Corrida senare blev mördad efter en prisutdelning var Engarde huvudmisstänkt. Phoenix Wright utpressades att försvara honom genom att Maya Fey blev kidnappad. Under rättegången kom det fram att Engarde hade haft en relation med sin manager Adrian Andrews mentor och sin dåvarande manager, Celeste Inpax, men gjort slut med henne, och sedan drivit henne till självmord genom att säga till Corrida, som Celeste senare var förlovad med, att han hade varit tillsammans med henne, vilket ledde till att Corrida gjorde slut med henne. Corrida planerade att använda detta faktum till att förstöra Engardes image, vilket ledde till att Engarde lät mörda Corrida för att tysta honom. Detta innebär att Engarde är till dags dato den enda klient som Wright har fått förklarad skyldig.

### Shelly de Killer
Shelly de Killer (虎狼死家左々右エ門 Sazaemon Koroshiya) är en tredje generationens yrkesmördare. Han är känd för att bygga upp ett förtroende med sina klienter och göra allt i sin makt för att skydda dem från rättsliga åtgärder; han utför sitt jobb med precision och lämnar ett kort på mordplatsen så att ordningsmakten ska veta att han är inblandad. Matt Engarde anlitade honom för att mörda Juan Corrida; när Engarde ändå anhölls för brottet kidnappade de Killer Maya Fey för att utpressa Phoenix Wright att försvara Engarde. Han var också ett vittne under rättegången, fast han lämnade sitt vittnesmål per radio. Om han måste beblanda sig med människor går han under sitt alias "John Doe", ett namn som i engelskspråkiga länder används på oidentifierade manliga individer eller lik. (jfr. N.N.)
De Killer värderar sitt förtroende med sina klienter över allt annat; om en klient bryter förtroendet, exempelvis genom att filma dådet (som Engarde hade gjort för att kunna utpressa de Killer), bryter de Killer sitt kontrakt med klienten och gör honom eller henne till sin nästa måltavla. Wright använde detta faktum till sin fördel för att få Engarde att erkänna sitt brott.

## Phoenix Wright: Ace Attorney: Trials and Tribulations

### Dahlia Hawthorne
Dahlia Hawthorne (美柳 ちなみ Miyanagi Chinami) (f. 1993, d. 2019) är Phoenix Wrights före detta flickvän från college och en av Morgan Feys äldsta döttrar. När hon var fjorton planerade och genomförde hon, hennes adoptivsyster Valerie, och hennes pojkvän Terry Fawles en låtsaskidnappning för att få tag i en oslipad diamant värd två miljoner dollar; hon föll från en hög bro ner i en flod och antogs vara död i fem år. Sedan mördade hon Valerie för att hindra sanningen från att komma fram, och hon fick Terry Fawles att begå självmord i domstolen. När hon senare förgiftade advokaten Diego Armando i rättshuset träffade hon Phoenix Wright och förförde honom för att dölja bevis, och hade ett förhållande med honom i sex månader. När hon mördar sin före detta pojkvän och lägger skulden på Wright får Mia Fey henne fälld för hennes brott, och hon hängs i början av 2019. Från andra sidan graven är hon del av en komplicerad komplott att mörda Maya Fey. Precis som April May i Phoenix Wright: Ace Attorney har Dahlia förmågan att använda sitt vackra yttre till att framstå som oskyldig.

### Iris
Iris (あやめ Ayame?) (f. 1993) är Dahlias enäggstvilling, men är artig, vältalig och alltigenom god; egenskaper hennes syster saknar fullständigt. Hon blev bortlämnad till ett litet kloster, Hazakura Temple, när hon var liten, och hon växte upp där med abbedissan, syster Bikini, som sin modersfigur. Under tiden som Dahlia hade sitt "förhållande" med Phoenix Wright var det egentligen Iris som var förklädd till sin syster, för att få tillbaka beviset hon hade gett till honom. Under den här relationens gång blev hon dock kär i Wright på riktigt. Hon är en av de få figurerna i serien vars namn är en direktöversättning från japanskan (ayame betyder "Iris").

### Godot
Godot (ゴドー) (f. 1985) är en åklagare och den huvudsakliga rivalen i Trials and Tribulations. Godot kännetecknas främst av sin djupa kärlek till kaffe; han dricker sjutton koppar varje dag under en rättegång och har 107 olika personliga blandningar, av vilken nummer 102 är hans personliga favorit. När han blir upprörd på Phoenix Wright, som han verkar hysa agg mot (han kallar honom för "Trite" istället för Wright), kastar han ofta sin kaffemugg rakt i ansiktet på honom. Godot klär sig i en grön skjorta med en långrandig väst, vit slips och har vitt hår och bär en underlig mask.
I slutet av spelet får vi reda på att han från början var en försvarsadvokat som hette Diego Armando (神乃木荘龍 Souryuu Kaminogi) och som arbetade tillsammans med Mia Fey hos Marvin Grossberg. Efter Mias första fall hade de två en kort romans tillsammans, som dock avslutades när Dahlia Hawthorne förgiftade honom och han hamnade i koma i fem år. Som resultat av detta blev hans hår vitt och hans ögon tog allvarlig skada, vilket masken kompenserar för (men han kan ändå inte se röd färg på en vit bakgrund). När han vaknade var Mia död och han tog ut sitt hämndbehov på Wright, som han ansåg skulle ha skyddat Mia. Så småningom kommer Godot fram till att han bara projicerade sina egna misslyckanden på Wright.
Namnet Godot kommer direkt från Samuel Becketts pjäs I väntan på Godot, något som karaktären Luke Atmey refererar till.

## Apollo Justice: Ace Attorney

### Kristoph Gavin
Kristoph Gavin (牙琉霧人 Garyuu Kirohito) (f. 1993) är försvarsadvokat, Klavier Gavins äldre bror, före detta handledare till Apollo Justice och vän till Phoenix Wright. Innan Wright blev utesluten ur advokatsamfundet fick Gavin en förfrågan att försvara den berömde magikern Zak Gramarye. För att säkra sin seger i domstolen, vilket skulle göra honom själv berömd, beställde Gavin förfalskat bevis av konstnären Drew Misham. Men Gramarye spelade en omgång poker mot Gavin, och när Gavin förlorade bytte Gramarye advokat till Wright. En mycket bitter Gavin bestämde sig för att använda beviset för att få Wright utesluten ur advokatsamfundet. Sedan planterade han giftfällor för Drew Misham och hans dotter Vera, för att se till att de inte skulle berätta om hans roll i bevisförfalskningen.
Sju år senare försvarade Justice Wright mot en mordanklagelse på en Shadi Smith, som visade sig vara Zak Gramarye. Det visade sig att Gavin var den skyldige till dådet, och i slutändan lyckades Justice, Wright och Klavier bevisa att Gavin också var skyldig till mordet på Drew Misham.
Gavin var känd för sitt lugn, som förärade honom titeln "the coolest defense attorney in the west". Men när han förklarades skyldig till mordet på Shadi Smith förlorade han det lugnet, och när Vera Misham förklarades oskyldig brast han ut i ett sinnessjukt gapskratt.

### Troupe Gramarye
Troupe Gramarye (或真敷一座 Arumajiki Ichiza) är en liten trupp illusionister som spelar en viktig roll i de två sista fallen i Apollo Justice: Ace Attorney.

#### Magnifi Gramarye
Magnifi Gramarye (或真敷 天斎 Arumajiki Tensai) (f. 1952, d. 2019) var en legendarisk illusionist och grundare av Troupe Gramarye. Han var far till Thalassa Gramarye och därigenom morfar till Trucy Wright och Apollo Justice. Framemot slutet av sitt liv led han av diabetes och levercancer. Han kallade till sig sina två lärlingar, Zak och Valant, för att se efter om någon av dem var värdiga att ärva hans trick. Sedan begick han självmord genom att skjuta sig själv i pannan med en pistol. Upphovsrätten till hans trick är nu i hans dotterdotter Trucys ägo.

#### Thalassa Gramarye
Thalassa Gramarye (或真敷 優海 Arumajiki Yūmi) (f.  1986) är Magnifis dotter och biologisk mor till Trucy Wright och Apollo Justice, som hon dock fick med två olika män (Justice med en artist vars namn inte blivit nämnt och Trucy med Zak Gramarye). Hon råkade ut för en olycka under en repetition som gjorde att hon blev blind och förlorade sina minnen. Senare flyttade hon till det fiktiva riket Borginia och blev en populär sångerska med artistnamnet Lamiroir (ラミロア Ramiroa?), vilket blev hennes nya identitet. Efter att ha träffat Justice och Trucy genomgick hon en ögonoperation och fick tillbaka sitt minne. Av henne, Trucy och Justice är det bara hon som vet att Justice och Trucy är hennes barn.

#### Zak Gramarye
Shadi Enigmar (奈々伏 影郎 Nanafushi Kagerō) (f. 1979, d. 2026) var en illusionist som arbetade under artistnamnet Zak Gramarye (或真敷 ザック Arumajiki Zakku). Han gifte sig med Thalassa Gramarye och fick dottern Trucy med henne. Hans mentor Magnifi Gramarye lät honom ärva upphovsrätten till truppens magi. När Magnifi sedan begick självmord föll misstankarna på Zak, som valde Phoenix Wright som försvarsadvokat efter att ha ratat Kristoph Gavin. Under rättegångens gång framlade Wright omedvetet förfalskat bevis, och Zak försvann. Sju år senare dök han upp igen under namnet Shadi Smith 浦伏影郎 (Urafushi Kagerō) för att säkra att Trucy skulle få ärva rättigheterna till Magnifis magi, men blev dödad av Gavin kort därefter.

#### Valant Gramarye
Valant Gramarye (或真敷 バラン Arumajiki Baran) (f. 1982) är den siste kände medlemmen av Troupe Gramarye efter att Zak och Thalassa försvann. Han dyker upp i de två sista fallen i Apollo Justice: Ace Attorney där han spelar en viktig roll. Han visar upp en konstant aura av högmod och talar ålderdomlig engelska.

### Vera Misham
Vera Misham (絵瀬 まこと Ese Makoto) (f. 2007) är dotter till Drew Misham. Hon visade redan i unga år upp en stor konstnärlig talang, som lämpade sig särskilt för att göra kopior av existerande konstverk; hon och hennes far arbetade därefter som konstförfalskare, där hon stod för arbetet medan Drew var ansiktet utåt. Hennes första verk var en förfalskad dagbokssida som beställdes av Kristoph Gavin, vilket därigenom gör henne omedvetet ansvarig för Phoenix Wrights uteslutande. När Gavin märkte att Vera hade för vana att bita på naglarna när hon blev nervös gav han henne en förgiftad flaska nagellack för att sopa igen sina spår. Sju år senare dog hennes far av förgiftning och hon ställdes till svars med Apollo Justice som försvarsadvokat. Under rättegångens gång bet hon på naglarna, giftet i nagellacket började verka och hon hamnade på sjukhuset i kritiskt tillstånd.
Hennes öde bestäms av spelaren, som då styr en jurymedlem. Om spelaren väljer att Vera är oskyldig blir hon förklarad oskyldig och frisknar till. Men om spelaren väljer att hon är skyldig skjuts hennes domslut upp på grund av en oenig jury, och hon dör på sjukhuset.

## Phoenix Wright: Ace Attorney: Dual Destinies

### Gaspen Payne
Gaspen Payne (亜内 文武 Auchi Fumitake) (f. 1972) är åklagare och yngre bror till Winston Payne, vars roll han tar över i första rättegången. Till skillnad från sin bror är Gaspen inte rädd för att ta till fula knep i rättegången; han trakasserar både den tilltalade och Athena Cykes, som då ledde försvaret, så till den grad att domaren måste avbryta honom. Han är dock lika lätt att få på fall om man finner ett hål i hans fall, och i grund och botten är han precis lika inkompetent som Winston. Gaspen börjar också bli skallig, precis som Winston; men till skillnad från Winston använder Gaspen tupé.

### Juniper Woods
Juniper Woods (森澄 しのぶ Morisumi Shinobu) (f. 2009) är barndomsvän till Athena Cykes och den tilltalade i det första och tredje fallet i spelet. Hon studerar på Themis Legal Academy med målet att bli domare, där hon också är studentrådsordförande. Hon har en tendens att få hostattacker när hon blir nervös, vilket hon lugnar ner genom att lukta på en solros som hon har i håret eller på hatten. Hon är kär i Apollo Justice, vilket yttrar sig i att hon med en drömlik min stickar ett långt halsduksliknande föremål med hjärtan på när hon tänker på honom.

### Simon Blackquill
Simon Blackquill (夕神　迅 Yūgami Jin?) (f. 1999) är den huvudsaklige åklagaren man möter i Dual Destinies, och är en fånge som avtjänar ett straff för mord. Han är väldigt förtjust i samurajkulturen; han använder samurajmetaforer i sitt dagliga tal och tilltalar försvaret med en utdaterad japansk honorifika, -dono, som nyttjades främst av samurajer. Han använder sig av psykologisk manipulering i domstolen, och skickar sin tama hök Taka mot försvaret om de gör honom missnöjd.
Sju år innan händelserna i Dual Destinies tog Blackquill på sig skulden till mordet på Metis Cykes, Athenas mamma, när han trodde att Athena var den skyldiga. Han dömdes till döden, vilket ledde till att Athena började studera juridik. Dagen innan hans avrättning lyckas Athena, Apollo och Phoenix nysta upp vad som hände och Blackquill frikänns för mordet. Om spelaren misslyckas med att bevisa hans oskuld visas istället en game over-sekvens i vilken Blackquill kommer att avrättas som planerat.

### Bobby Fulbright
Bobby Fulbright (番 轟三 Ban Gōzō?) (f. 1993, d. 2026) är en detektiv, och spelar i Dual Destinies den roll som i tidigare spel innehas av Dick Gumshoe och Ema Skye. Han är besatt av rättvisa; hans slagord är "In justice we trust!" ("Vi litar på rättvisa!") och han hjälper försvarsadvokaterna om det leder till en rättvis rättegång. Han verkar även ha tagit på sig uppdraget att hålla Blackquill i schack, och är den ende som är immun mot hans psykologiska manipulering. Det visar sig i slutet av spelet att den egentlige Bobby Fulbright dog långt innan spelet äger rum, och den Fulbright spelaren möter i själva verket är en internationell spion som går under namnet "Phantom".